# Théodore Boone, enfant et justicier
Théodore Boone, enfant et justicier est un roman policier de littérature d'enfance et de jeunesse de l’écrivain américain John Grisham paru en 2010.

## Résumé
Le récit raconte l’histoire d’un enfant qui rêve de devenir avocat. Il est conseiller juridique gratuit de ses camarades et même de ses professeurs. C’est ainsi qu’il va apprendre la vérité sur le plus important procès pénal de l’histoire de la ville. Mais il a juré le secret : il ne peut ni parler ni laisser un meurtrier libre. Que va-t-il faire ?